# Atlétika az 1904. évi nyári olimpiai játékokon
Az 1904. évi nyári olimpiai játékokon az atlétikában huszonöt számban avattak olimpiai bajnokot. Hetvennégy éremből csupán ötöt nyertek más nemzetbeliek. Ray Ewry, a helyből ugrások specialistája ismét megnyerte mind a három helyből ugrás számot. Hary Hillman 400 méteres síkfutásban, 200 és 400 méteres gátfutásban triplázott. Archie Hahn a sprint számokban, míg James Lightbody a középtávú futószámokban nyert három aranyat.

## Éremtáblázat
A táblázatban a rendező ország csapata és a magyar csapat eltérő háttérszínnel, az egyes számoszlopok legmagasabb értéke vagy értékei vastagítással kiemelve.
| Az 1904. évi nyári olimpiai játékok éremtáblázata atlétikában | Az 1904. évi nyári olimpiai játékok éremtáblázata atlétikában | Az 1904. évi nyári olimpiai játékok éremtáblázata atlétikában | Az 1904. évi nyári olimpiai játékok éremtáblázata atlétikában | Az 1904. évi nyári olimpiai játékok éremtáblázata atlétikában | Olimpia  |
| ------------------------------------------------------------- | ------------------------------------------------------------- | ------------------------------------------------------------- | ------------------------------------------------------------- | ------------------------------------------------------------- | -------- |
|                                                               | Ország                                                        | Arany                                                         | Ezüst                                                         | Bronz                                                         | Összesen |
| 1.                                                            | Egyesült Államok (USA)                                        | 23                                                            | 23                                                            | 22                                                            | 68       |
| 2.                                                            | Nagy-Britannia (GBR)                                          | 1                                                             | 1                                                             | 0                                                             | 2        |
| 3.                                                            | Kanada (CAN)                                                  | 1                                                             | 0                                                             | 0                                                             | 1        |
| 3.                                                            | Nemzetközi Csapat (ZZX)                                       | 1                                                             | 0                                                             | 0                                                             | 1        |
|                                                               |                                                               |                                                               |                                                               |                                                               |          |
| 5.                                                            | Németország (GER)                                             | 0                                                             | 0                                                             | 1                                                             | 1        |
| 5.                                                            | Görögország (GRE)                                             | 0                                                             | 0                                                             | 1                                                             | 1        |
|                                                               |                                                               |                                                               |                                                               |                                                               |          |
| Összesen                                                      | Összesen                                                      | 25                                                            | 25                                                            | 24                                                            | 74       |

## Érmesek
| Az 1904. évi nyári olimpiai játékok érmesei férfi atlétikában | |              | |           |                                            |           |
| Versenyszám                                                   | Arany | Arany        | Ezüst | Ezüst     | Bronz                                      | Bronz     |
| 60 m                                                          | Archie Hahn · Egyesült Államok (USA)                                                                                     | 7,0 (OR)     | William Hogenson · Egyesült Államok (USA) | 7,2       | Fay Moulton · Egyesült Államok (USA)       | 7,2       |
| 100 m                                                         | Archie Hahn · Egyesült Államok (USA)                                                                                     | 11,0         | Nathaniel Cartmell · Egyesült Államok (USA) | 11,2      | William Hogenson · Egyesült Államok (USA)  | 11,2      |
| 200 m                                                         | Archie Hahn · Egyesült Államok (USA)                                                                                     | 21,6 (OR)    | Nathaniel Cartmell · Egyesült Államok (USA) | 21,9      | William Hogenson · Egyesült Államok (USA)  | -         |
| 400 m                                                         | Harry Hillman · Egyesült Államok (USA)                                                                                   | 49,2 (OR)    | Frank Waller · Egyesült Államok (USA) | -         | Herman Groman · Egyesült Államok (USA)     | -         |
| 800 m                                                         | James Lightbody · Egyesült Államok (USA)                                                                                 | 1:56,0 (OR)  | Howard Valentine · Egyesült Államok (USA) | 1:56,3    | Emil Breitkreuutz · Egyesült Államok (USA) | 1:56,4    |
| 1500 m síkfutás                                               | James Lightbody · Egyesült Államok (USA)                                                                                 | 4:05,4 WR    | Frank Verner · Egyesült Államok (USA) | 4:06,8    | Lacey Hearn · Egyesült Államok (USA)       | -         |
| Maraton                                                       | Thomas Hicks · Egyesült Államok (USA)                                                                                    | 3:28:35,0    | Albert Corey · Franciaország (FRA) | 3:34:52,0 | Arthur Newton · Egyesült Államok (USA)     | 3:47:33,0 |
| 110 m gát                                                     | Frederick Schule · Egyesült Államok (USA)                                                                                | 16,0         | Thaddeus Shideler · Egyesült Államok (USA) | 16,3      | Lesley Ashburner · Egyesült Államok (USA)  | 16,4      |
| 200 m gát                                                     | Hary Hillman · Egyesült Államok (USA)                                                                                    | 24,6 (OR)    | Frank Castleman · Egyesült Államok (USA) | 24,9      | George Poage · Egyesült Államok (USA)      | -         |
| 400 m gát                                                     | Hary Hillman · Egyesült Államok (USA)                                                                                    | 53,0         | Frank Waller · Egyesült Államok (USA) | 53,2      | George Poage · Egyesült Államok (USA)      | 56,8      |
| 2590 m akadályfutás                                           | James Lightbody · Egyesült Államok (USA)                                                                                 | 7:39,6 OR    | John Daly · Nagy-Britannia (GBR) | 7:40,6    | Albert Newton · Egyesült Államok (USA)     | 7:45,6    |
| 4 mérföld síkfutás, csapatverseny                             | Egyesült Államok (USA) · New York AC · Arthur Newton · George Underwood · Paul Pilgrim · Howard Valentine · David Munson | 27           | Nemzetközi Csapat (ZZX) · Chicago AA · James Lightbody (USA) · Frank Verner (USA) · Lacey Hearn (USA) · Albert Corey (FRA) · Sidney Hatch (USA) | 28        | nem adták ki                               |           |
| Magasugrás                                                    | Samuel Jones · Egyesült Államok (USA)                                                                                    | 1,80 m       | Garrett Serviss · Egyesült Államok (USA) | 1,77 m    | Paul Weinstein · Németország (GER)         | 1,77 m    |
| Rúdugrás                                                      | Charles Dvorak · Egyesült Államok (USA)                                                                                  | 3,50 m (OR)  | Leroy Samse · Egyesült Államok (USA) | 3,43 m    | Louis Wilkins · Egyesült Államok (USA)     | 3,43 m    |
| Távolugrás                                                    | Myer Prinstein · Egyesült Államok (USA)                                                                                  | 7,34 m (OR)  | Daniel Frank · Egyesült Államok (USA) | 6,89 m    | Robert Stangland · Egyesült Államok (USA)  | 6,88 m    |
| Hármasugrás                                                   | Myer Prinstein · Egyesült Államok (USA)                                                                                  | 14,35 m      | Frederic Englehardt · Egyesült Államok (USA) | 13,90 m   | Robert Stangland · Egyesült Államok (USA)  | 13,36 m   |
| Súlylökés                                                     | Ralph Rose · Egyesült Államok (USA)                                                                                      | 14,80 m (WR) | William Wesley Coe · Egyesült Államok (USA) | 14,40 m   | Leon Feuerbach · Egyesült Államok (USA)    | 13,37 m   |
| Diszkoszvetés                                                 | Martin Sheridan · Egyesült Államok (USA)                                                                                 | 39,28 m (OR) | Raph Rose · Egyesült Államok (USA) | 39,28 m   | Nikólaosz Jeorgandász · Görögország (GRE)  | 37,68 m   |
| Kalapácsvetés                                                 | John Flanagan · Egyesült Államok (USA)                                                                                   | 51,23 m (OR) | John DeWitt · Egyesült Államok (USA) | 50,26 m   | Ralph Rose · Egyesült Államok (USA)        | 45,73 m   |
| Magasugrás helyből                                            | Ray Ewry · Egyesült Államok (USA)                                                                                        | 1,50 m       | Joseph Stadler · Egyesült Államok (USA) | 1,44 m    | Lawson Robertson · Egyesült Államok (USA)  | 1,44 m    |
| Távolugrás helyből                                            | Ray Ewry · Egyesült Államok (USA)                                                                                        | 3,47 m (WR)  | Charles King · Egyesült Államok (USA) | 3,27 m    | John Biller · Egyesült Államok (USA)       | 3,26 m    |
| Helyből hármasugrás                                           | Ray Ewry · Egyesült Államok (USA)                                                                                        | 10,54 m      | Charles King · Egyesült Államok (USA) | 10,16 m   | Joseph Stadler · Egyesült Államok (USA)    | 9,60 m    |
| Súlydobás (56 fontos súly)                                    | Étienne Desmarteau · Kanada (CAN)                                                                                        | 10,46 m      | John Flanagan · Egyesült Államok (USA) | 10,16 m   | James Mitchel · Egyesült Államok (USA)     | 10,13 m   |
| Hárompróba                                                    | Max Emmerich · Egyesült Államok (USA)                                                                                    | 35,7         | John Grieb · Egyesült Államok (USA) | 34,0      | William Merz · Egyesült Államok (USA)      | 32,9      |
| Tízpróba                                                      | Tom Kiely · Nagy-Britannia (GBR)                                                                                         | 6036         | Adam Gunn · Egyesült Államok (USA) | 5907      | Thomas Hare · Egyesült Államok (USA)       | 5813      |

## Magyar részvétel
| Mező Béla dr.    | 60 m síkfutás           | 9–12. (nincs adat) |
| Mező Béla dr.    | 100 m síkfutás          | 7–11. (nincs adat) |
| Mező Béla dr.    | távolugrás              | 7–10. (nincs adat) |
| Gönczy Lajos dr. | magasugrás              | 4. (1,75 m)        |
| Gönczy Lajos dr. | magasugrás álló helyből | 5. (1,35 m)        |